# Úrivölgy
Úrivölgy (románul: Oarzina) település Romániában, Beszterce-Naszód megyében.

## Fekvése
Felsőilosva mellett fekvő település.

## Története
Úrivölgy korábban Felsőilosva része volt. 1956-ban vált külön településsé 94 lakossal.
1966-ban 197 lakosából 195 román, 2 magyar lakosa volt. 1977-ben 256, 1992-ben 206, román lakosa volt.